# Paul Schmidt (Politiker, 1901)

Paul Schmidt

Paul Schmidt (* 19. September 1901 in Albrechtsdorf bei Breslau; † 17. April 1977 in Heubach-Lautern) war ein deutscher NSDAP-Funktionär.

## Leben und Wirken
Schmidt besuchte die Volksschule in Stein im Kreis Nimptsch in Schlesien. Anschließend bestritt er seinen Lebensunterhalt als Landarbeiter. Von Juli 1918 bis zum Januar 1919 war Schmidt beim Freiwilligen Roten Kreuz. Von Januar 1919 bis Mitte 1921 war Schmidt beim Grenzschutz tätig. Danach arbeitete er als Bergmann in Bottrop und gehörte seit 1931 dem Betriebsrat seiner Zeche an.
Am 6. Juni 1926 trat Schmidt in die NSDAP und in die Sturmabteilung (SA) ein.
Bei der Reichstagswahl im Juli 1932 wurde Schmidt als Kandidat seiner Partei für den Wahlkreis 17 (Westfalen Nord) in den Reichstag gewählt, dem er in der Folge ohne Unterbrechungen bis zum Ende der nationalsozialistischen Herrschaft im Mai 1945 angehörte. Das wichtigste parlamentarische Ereignis, an dem Schmidt während seiner Abgeordnetenzeit einen Anteil hatte, war die Verabschiedung des Ermächtigungsgesetzes im März 1933. Dieses Gesetz, das die Grundlage für die Errichtung der nationalsozialistischen Diktatur bildete, wurde unter anderem mit Schmidts Stimme beschlossen.
Am 4. Oktober 1933 wurde Schmidt als Obersturmbannführer mit der Führung der SA-Standarte 15 beauftragt. Zuvor war er Führer der SA-Standarte 137 „Ludwig Knickmann“ in Gelsenkirchen. Am 1. Mai 1936 wurde Schmidt zum Führer der SA-Standarte 22 in Ahlen ernannt. Am 1. Januar 1938 wurde Schmidt als SA-Führer zur Disposition gestellt.